# エディテージ
エディテージ(editage)はカクタス・コミュニケーションズ株式会社が提供する学術コミュニケーション・サービス・ブランド。英文校正や翻訳などのサービスを提供している。またエディテージ・エッジという若手研究者応援コミュニティを通じ、基礎研究グラント、海外出張グラント、英文校正グラントなどの研究助成金を給付している。
更に、エディテージ・インサイト(editage Insights)という論文執筆や学術出版に関するポータルサイトも運営しており、研究論文の執筆や、出版倫理などにかかわる情報を発信している。